# Дино Менегин
Дино Менегин (18. јануар 1950) је бивши италијански кошаркаш. Један је од најбољих италијанских кошаркаша свих времена. Играо је на позицији центра. Уврштен је у 50 особа које су највише допринеле Евролиги.
Дебитовао је у италијанској лиги 1966. године, са свега шеснаест година у дресу Варезеа, а свој последњи меч је одиграо у својој 44. години.
Био је дугогодишњи репрезентативац Италије и са њима је освојио златну медаљу на Европском првенству 1983., сребрну на Олимпијским играма 1980. и две бронзане медаље на Европском првенству 1971. и Европском првенству 1975.